# Eau Rouge
De Eau Rouge is een zijriviertje van de Amblève dat ontspringt op een hoogte van ongeveer 500 meter op het grondgebied van Bévercé, provincie Luik, aan de zuidelijke rand van de Hoge Venen, bij de plaats met de naam "Les Chôdires". In het lagere deel van het dal ligt het circuit Spa-Francorchamps. De rivier stroomt onder het circuit door. De naar de rivier genoemde bochtencombinatie op het circuit geldt bij racefans als de ultieme uitdaging en is in racekringen om die reden wereldberoemd. Te Challes in de gemeente Stavelot, mondt de Eau Rouge uit in de Amblève op een hoogte van 290 meter.
De waterloop dankt zijn naam aan de roestkleurige tint die het water heeft, veroorzaakt door kwelzones met koolzuurhoudend water. Deze kwelzones worden pouhons genoemd, waarvan de bekendste de Pouhon de Bernister is.
De Eau Rouge vormde tussen 1815 en 1920, een deel van de grens, tussen het Verenigd Koninkrijk der Nederlanden (vanaf 1839 België) en Pruisen. De linkeroever aan de oostkant was Pruisisch; de rechteroever aan de westkant Nederlands.

## Zijrivieren
De Ru de Targnon is een zijrivier nabij de bron van de Eau Rouge. De lengte van deze zijrivier is langer dan die van de Eau Rouge tot deze samenvloeiing.
De Hockai is een riviertje dat in de buurt van Hockai ontspringt en bij Eau Rouge in de Eau Rouge stroomt.

## Stroomonthoofdingen
De Eau Rouge ligt in een dal dat een stuk groter is dan het debiet van de rivier zou vermoeden. Vroeger stroomde in dit dal de "oude" Warche die ten oosten van het huidige dorp Bévercé naar het noorden stroomde (waar nu het dal van de Trô Maret ligt), om dan via de huidige vallei van de Eau Rouge naar het huidige Stavelot te stromen. De Trô Maret was een rechterzijrivier van deze Warche die net ten oosten van de huidige 'bron' van de Eau Rouge in de Warche stroomde.
Er vonden twee stroomonthoofdingen plaats. De "dader" hiervan was een rechterzijrivier van de Amblève, die via Malmedy naar de Amblève stroomde (via de huidige bedding van de Warche bij Malmedy). Dit riviertje, de "Malmedy"-Warche kon zich gemakkelijker insnijden dan de "oude" Warche moest doen bij de huidige waterscheiding tussen Eau Rouge en Trô Maret (hardere gesteenten). Het gevolg was dat het hoofd van de "Malmedy"-Warche zich meer stroomopwaarts ging verplaatsen tot bij Bévercé-dorp. Op dit moment werd de bovenloop van de Warche aangetakt. De boven- en middenloop van de huidige Trô Maret bleef via het dal van de huidige Eau Rouge naar het westen stromen. De huidige benedenloop van de Trôs Maret werd een droge vallei (zonder rivier) die naar het noorden afwaterde via de Trô Maret / Eau Rouge.
Doordat de Warche zich via zijn nieuwe loop via het latere Malmedy relatief gemakkelijk kon insnijden, ging de waterscheiding bij Bévercé-dorp tussen de nieuwe Warche en de Trô Maret / Eau Rouge zich echter ook naar het noorden verplaatsen. Er ontstond een riviertje in het huidige laagste deel van de Trô Maret dat naar het zuiden afwaterde in plaats van naar het noorden. Wanneer de waterscheiding tussen dit nieuwe riviertje de bovenloop van de Trô Marets bereikte vond een tweede stroomonthoofding plaats, waardoor ook de Trô Maret naar de nieuwe Warche via Malmedy ging stromen. Daardoor ontstond de huidige situatie, waardoor de huidige bovenloop van de Eau Rouge (d.i. ten oosten van de samenvloeiing met de Ru de Targnon) een bijna droog dal werd. Door deze rivieronthoofdingen is het dal van de Eau Rouge, vanaf de bron tot de monding in de Amblève, overgedimensioneerd voor het beperkte debiet van de Eau Rouge.

## Foto's

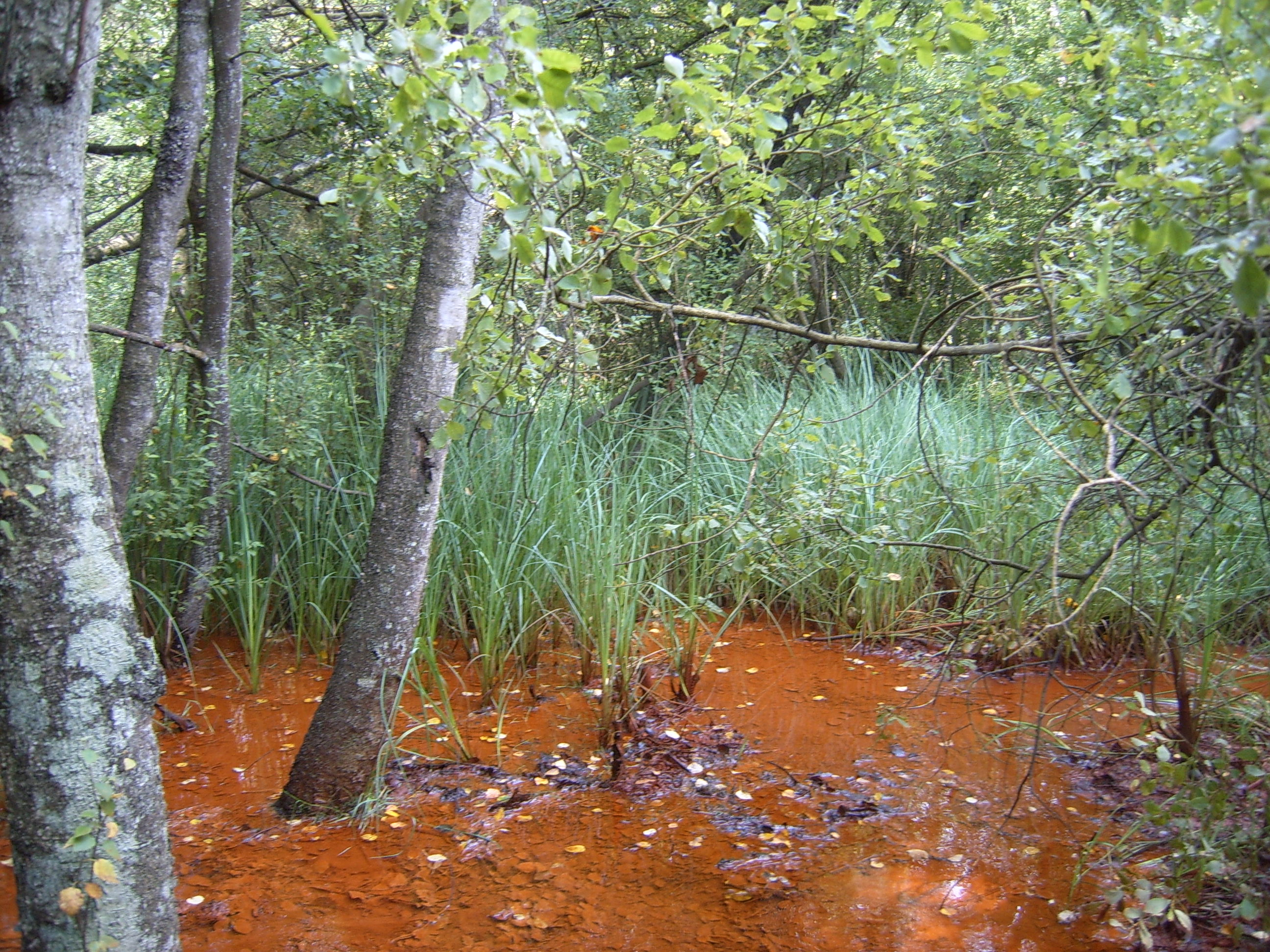
Moerassige oevers van de Eau Rouge in de buurt van de Pouhon de Bernister.
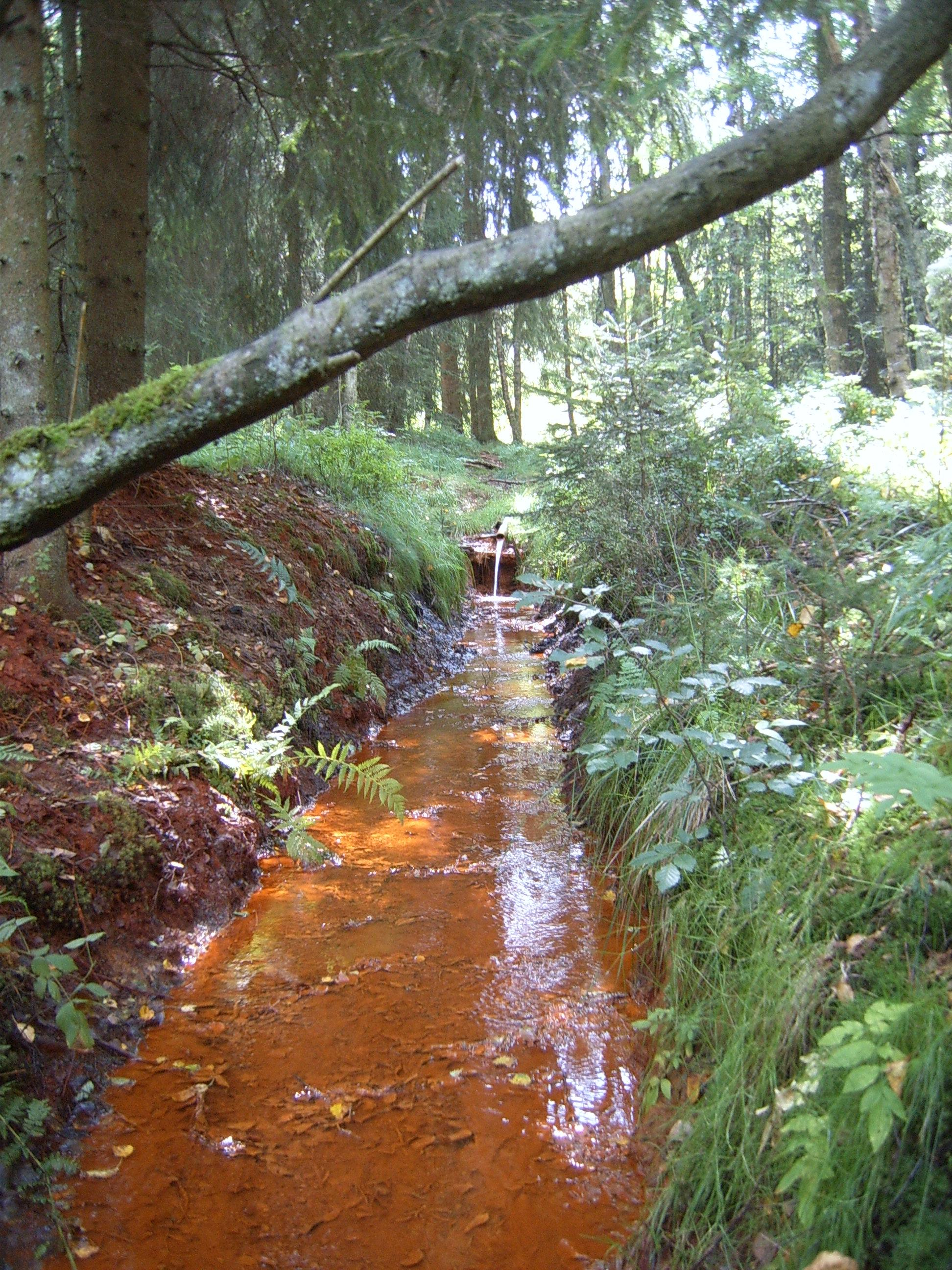
Pouhon de Bernister.
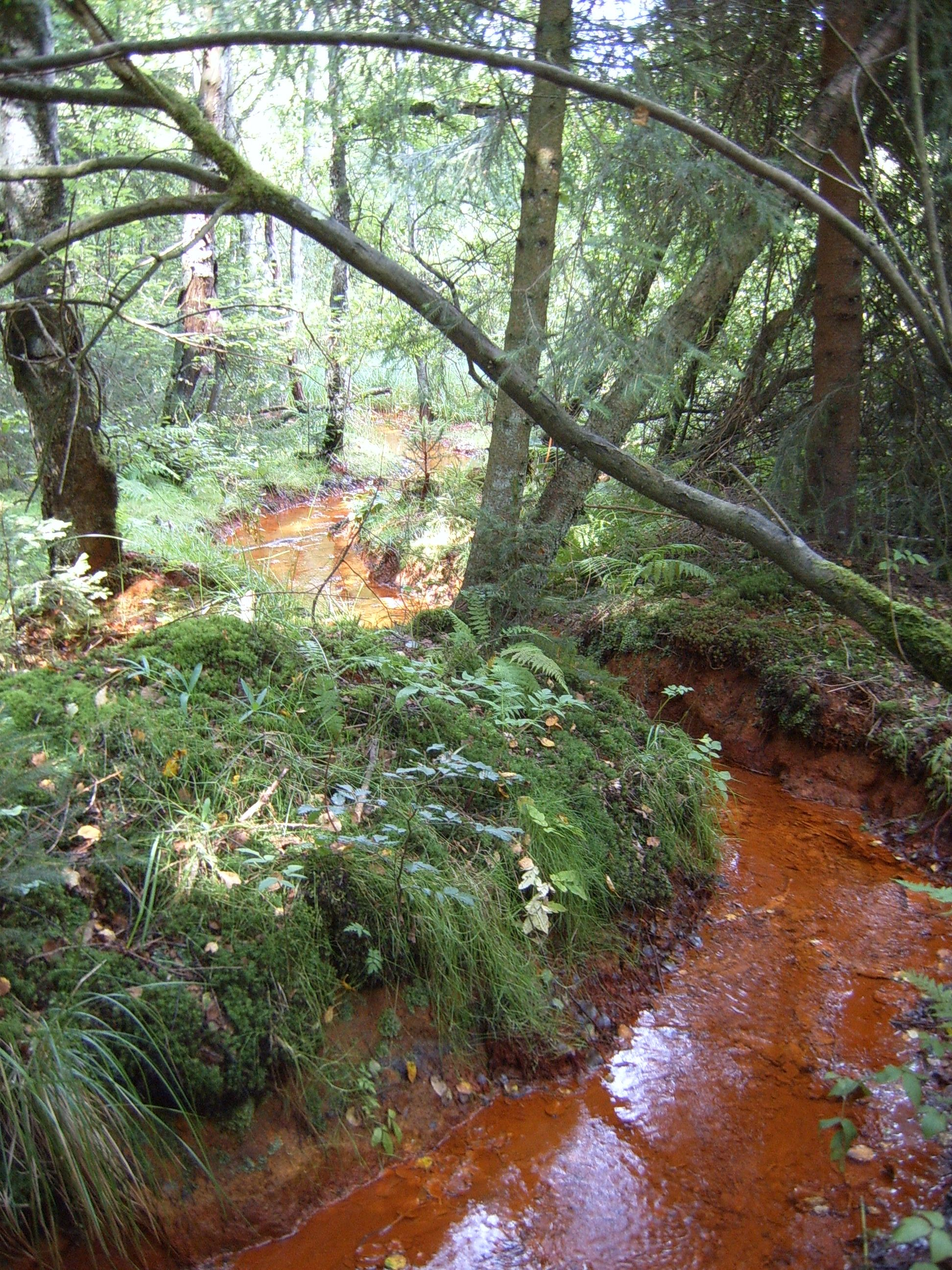
Pouhon de Bernister.
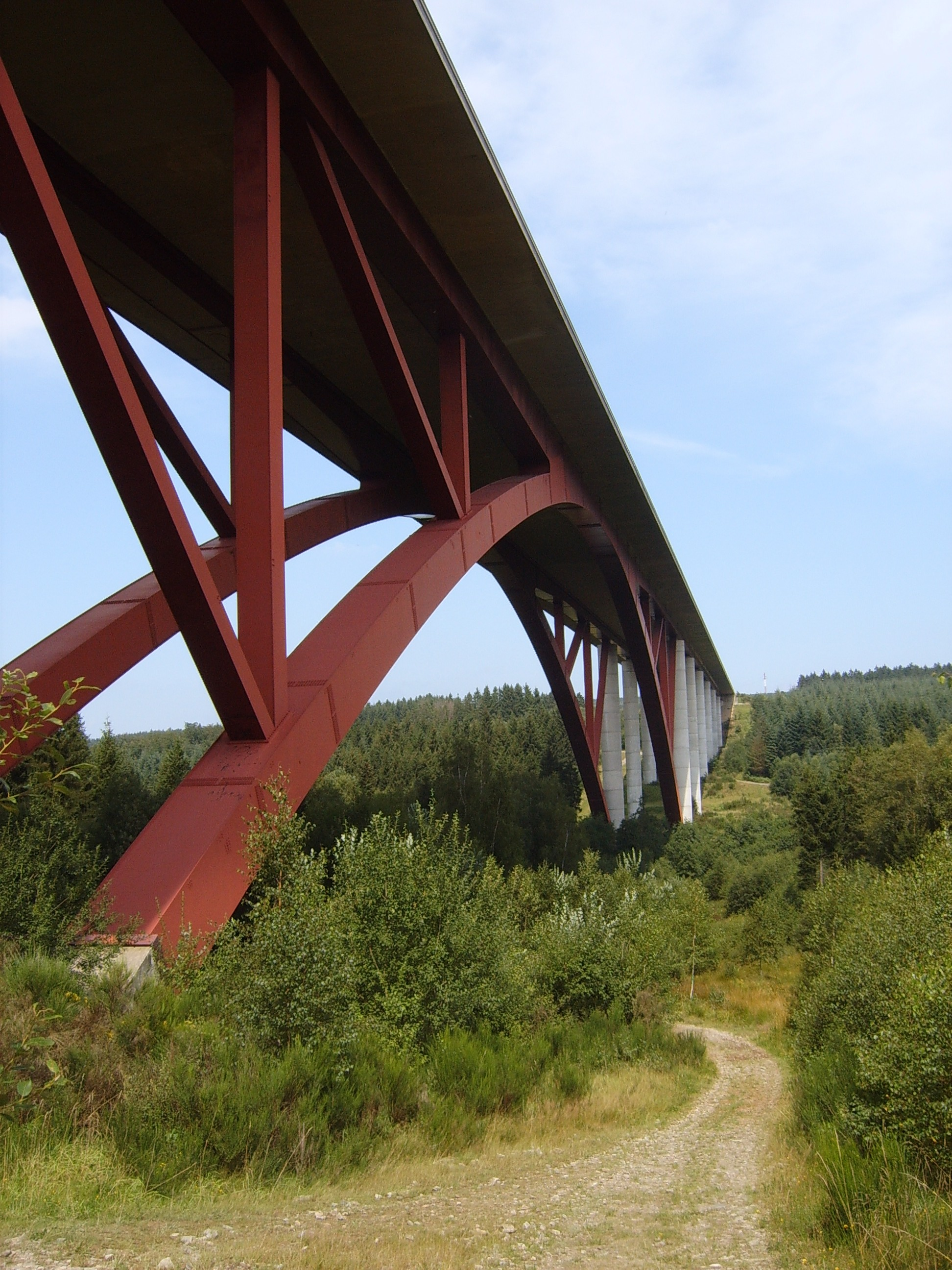
Het viaduct van de Eau Rouge, tussen Verviers en Malmedy.

- Virtual International Authority File: 316388703